# Mycodrosophila barracloughi
Mycodrosophila barracloughi är en tvåvingeart som beskrevs av Chassagnard och Tsacas 1998. Mycodrosophila barracloughi ingår i släktet Mycodrosophila och familjen daggflugor. Inga underarter finns listade i Catalogue of Life.